# Karl Wiener (Komponist)
Karl Wiener (* 27. März 1891 in Wien, Österreich-Ungarn; † 22. Juli 1942 im Konzentrationslager Sachsenhausen) war ein österreichischer Komponist, Dirigent, Pianist und Musikschriftsteller.

## Leben
Der in Wien geborene Karl Wiener studierte an der Musikakademie in seiner Heimatstadt vornehmlich bei Robert Fuchs, daneben bei Eusebius Mandyczewski, Richard Heuberger, Franz Schalk und Franz Schreker. Nach dem Studium wurde er Kapellmeister in Kattowitz und Breslau. Im Ersten Weltkrieg wurde er durch einen Kopfschuss schwer verletzt, als dessen Folge er eine rechtsseitige Lähmung davontrug. Dennoch setzte er seine musikalische Tätigkeit als Kapellmeister und Korrepetitor in Saarbrücken und Stettin fort. Seit 1923 lebte er in Berlin und trat unter anderem als linkshändiger Pianist in Konzerten auf. 1924 wurde er musikalischer Beirat in der Berliner Funkstunde. Nach der Machtübernahme der Nationalsozialisten musste er 1933 diese Stellung aufgeben. Bis dahin hatte er knapp 30 Musikstücke komponiert, darunter viele auf Gedichten Hölderlins basierende Lieder. Der Jüdische Kulturbund ernannte ihn 1936 zum Musikreferenten und Musikdramaturgen. 1940 komponierte Wiener dort beispielsweise die Bühnenmusik zur Aufführung von Molières Der eingebildete Kranke. Im September 1941 wurde der Kulturbund aufgelöst und Wiener 1942 ins KZ Sachsenhausen deportiert, wo er am 22. Juli 1942 ermordet wurde.

## Beschreibungen Opus 7
„Das Kammerstück für zwölf Instrumente Opus 7 ist bei aller kleinen Besetzung ganz symphonisch behandelt, es hat ein weiches, verschmelzendes Klangbild (statt linearem, gespaltenem wie bei der Schönbergschen Kammersymphonie), mit Wahrung der Tonalität. Wiener ist lyrisch, in sich versponnen, schwärmerisch, nie kühn und spirituell.“

„Karl Wieners Kammerstück op. 7, In memoriam überschrieben, ein frühes Gelegenheitswerk, gibt sich etwa als eine Rhapsodie und zeigt in der Mannigfaltigkeit der einzelnen stilistischen Merkmale, so in dem Nebeneinander von Harfenglissandis und herbgeschichteten Klängen, das Ringen um eine eigene Sprache.“